# Wapassou
Wapassou est un groupe de rock français, originaire de Strasbourg et actif de 1972 à 1986. Leur musique mêle démarches progressives et musique contemporaine.

## Membres
- Freddy Brua, claviers
- Karin Nickerl, guitares et basse
- Jacques Lichti, violon
- Fernand Landmann, son
- invités additionnels

## Historique
Fondé en 1972, Wapassou se distingue par sa composition en trio claviers, guitares, violon. Un premier album, Wapassou, est enregistré en 1974.
En janvier 1976, Wapassou signe sur le label de Jean-Claude Pognant,  Crypto, pour trois albums : Messe en ré mineur (1976) (WEA), Salammbô (1977) (RCA Records) et Ludwig, un roi pour l'éternité (1979) (RCA Records). Il s'agit d'une trilogie sur la vie, la mort et l'éternité composé par le clavier du groupe Freddy Brua.
En juillet 1979, Wapassou décide de moderniser et de renouveler le son du groupe en ajoutant un batteur, Dominique Metz pour donner une assise rythmique plus conventionnelle et plus énergétique puis, en 1980, le groupe engage une chanteuse.
En 1980, Wapassou enregistre Genuine sur le label Sterne, distribué par Musidisc. Le groupe tourne jusqu'en 1983. Certains de ses membres créent à Strasbourg un studio du nom de RBO (Rock et Belles Oreilles).
Après quelques années de silence, Wapassou se reforme pour enregistrer Orchestra 2001 - Le lac d'argent. L'album sort en 1986 et ne rencontre pas le succès commercial escompté. Le groupe se sépare officiellement fin 1986 avec plus de 300 concerts à son actif.
Les 33 tours de Wapassou ont été réédités en CD par Musea.

## Discographie

### 45 tours
- 1974 : Femmes-fleur / Borgia (A.P.G.F.)